# Relíquies de Beardmore
Les Relíquies de Beardmore són una troballa d'artefactes de l'era dels vikings, que es van descobrir a prop de Beardmore (Ontario) als anys trenta. La troballa consisteix en una espasa de l'era vikinga, un cap de destral i una barra d'ús indeterminat (possiblement una part d'un escut). Alguns han afirmat que les relíquies són una prova de la primera ocupació nòrdica al nord d'Ontario. Tot i que l'autenticitat dels fragments no és generalment disputada, el "descobriment" es considera un engany. A la dècada de 1930, el Museu Reial d'Ontario (ROM) va comprar les relíquies de l'home que, suposadament, les va descobrir. Durant uns vint anys van ser exhibits de forma destacada pel museu; no obstant això, el museu es va veure obligat a treure les relíquies després d'una investigació pública al voltant de 1956-1957. Per aquell temps, el fill del suposat descobridor va admetre que el seu pare havia plantat les relíquies. El museu provincial va tornar a introduir les relíquies al públic en els anys noranta.

## Suposat descobriment
El 3 de desembre de 1936, James Edward Dodd, prospector aficionat i ferroviari del CNR de Port Arthur (Ontario), va vendre uns fragments de ferro a Charles Trick Currelly, comissari del Museu Reial d'Ontario (ROM) per un preu de 500 dòlars canadencs. Els artefactes consistien en una espasa trencada, un cap de destral i una barra d'ús desconegut. Dodd va afirmar que havia desenterrat els fragments mentre prospectava l'or, al sud-oest de Beardmore, el 24 de maig de 1931.
Segons una versió dels esdeveniments, Dodd va endur-se els fragments a casa, pensant que eren relíquies índies. Durant un temps les va mantenir al bosc, fins que la notícia del seu descobriment va arribar a Currelly a Toronto. Currelly va acceptar la narració de Dodd, va examinar els fragments, i va quedar convençut de la seva autenticitat. En va enviar fotografies a experts d'Europa, que van confirmar que eren autèntics artefactes nòrdics. Després de la compra dels fragments, Currelly els va mostrar al ROM. Per aquells temps, James Watson Curran, editor de The Sault Ste. Marie Star, va establir que la troballa era una prova d'un enterrament viking a la regió. Curran va fer una conferència sobre el tema "Un nòrdic va morir a Ontario nou-cents anys enrere" i va publicar un llibre sobre el tema.

## Proposta d'explicació de Mowat

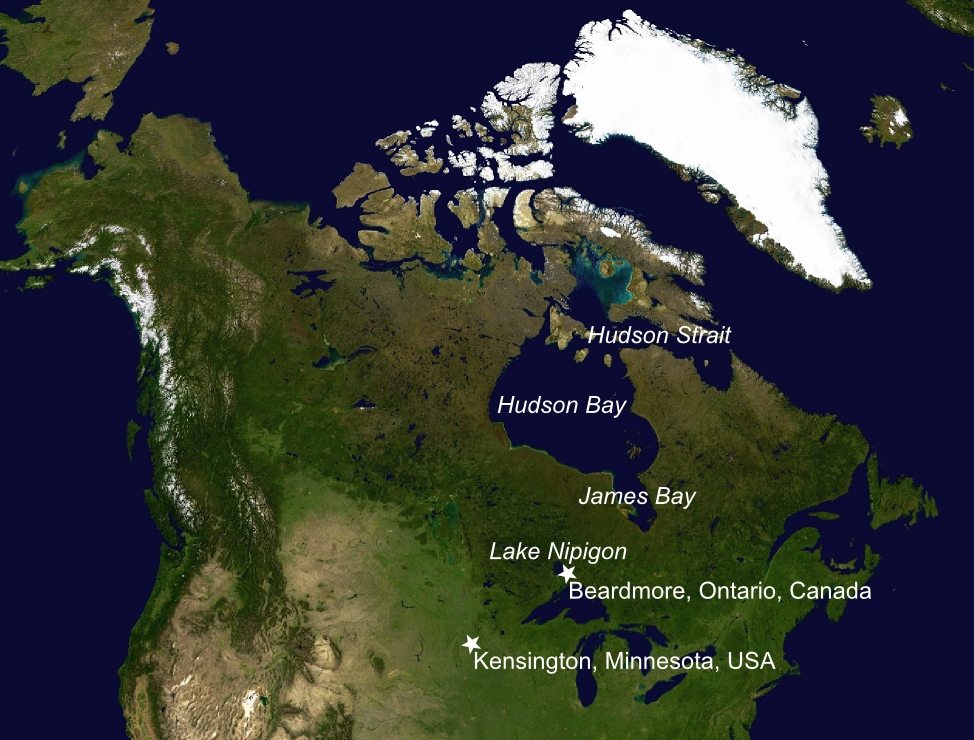
La localització de Beardmore i Kensington, amb relació a l'estret de Hudson, badia de Hudson, badia de James, i llac Nipigon.

L'autor canadenc Farley Mowat, al seu Westviking (publicat per primer cop en 1965), va especular que les relíquies de Beardmore i la pedra de Kensington eren proves de l'ocupació nòrdica a la regió d'Ontario i parts de Minnesota. Es deia que la pedra de Kensington havia estat trobada vora Kensington (Minnesota) per un granger suec estatunidenc en 1898. Consistia en una llosa de roca amb suposades runes tallades. La pedra és considerada pels runòlegs i els erudits de llengües escandinaves com un engany; encara que la seva autenticitat és creguda per alguns investigadors amateurs i locals.
Mowat va considerar que era probable que els nòrdics haguessin establert una base a l'estret de Hudson i que des d'allà podrien navegar cap a la badia de Hudson, més al sud cap a la badia de James i desembarcar als marges del riu Albany. Des d'aquest possible emplaçament, Mowat va especular que una expedició podria haver viatjat en vaixell a una localització propera al llac Nipigon. Mowat va proposar que tal expedició podria haver estat liderada per Pål Knutsson i que les runes de la pedra de Kensington relatava la mort de deu dels seus membres. Mowat va proposar que les relíquies de Beardmore eren les restes d'un enterrament i que la pedra de Kensington fou gravada originalment i deixada per algú prop de la zona a mesura que l'expedició feia una retirada precipitada al nord-est. Va proposar que la pedra podria haver estat trobada pels indis i posteriorment transportada a Minnesota.

## Escepticisme
Immediatament després que el Museu Reial d'Ontario comprés les "relíquies" la seva autenticitat va ser qüestionada en observar discrepàncies en les declaracions de Dodd, així com els dels seus amics i enemics. Dodd havia alterat el seu relat diverses vegades. John Robert Colombo va escriure que "els arqueòlegs van acusar Dodd de frau, suggerint que havia comprat els artefactes a un immigrant noruec i que després el va "salar" per a un posterior "descobriment". Enmig de la considerable polèmica, el Museu Reial d'Ontario va retirar els artefactes de l'espai obert al públic, i durant més de trenta anys es negaria rutinàriament el permís per reproduir fotografies de les relíquies." 
En 1956 o 1957 Walter Dodd, fill de James Edward Dodd, va presentar una declaració jurada en que el seu pare havia trobat les relíquies al soterrani d'una casa al carrer 33 Machar Street, Port Arthur; que va veure al seu pare plantar les relíquies en el lloc del suposat descobriment; i que la seva declaració anterior s'havia fet "sota pressió" del seu pare. Fins a aquest punt, el Museu Reial d'Ontario havia defensat l'autenticitat de les relíquies i del seu suposat descobriment. Enmig de la polèmica i després d'una investigació pública, el museu va retirar les relíquies de l'exposició pública.
Segons l'antropòleg estatunidenc Edmund Carpenter, durant els 25 anys entre el suposat descobriment i la confessió del seu fill, els successius directors i membres del personal del museu sabien molt de la "veritable" història de les relíquies. Carpenter va declarar que el personal coneixia la col·lecció dels fragments originats i fins i tot coneixia el nom de la nau en què arribaren al Canadà. Segons l'historiador F. Donald Logan, sembla que els fragments foren importats d'Escandinàvia pel 1923. Van acabar a l'àrea de Port Arthur, on hi havia una considerable població noruega. S'ha informat que, durant més de 30 anys, els comissaris de museus es van negar a permetre que es prenguessin fotografies dels fragments i que als anys noranta el museu va tornar a introduir les relíquies a l'exposició pública.